# 7000 Eichen

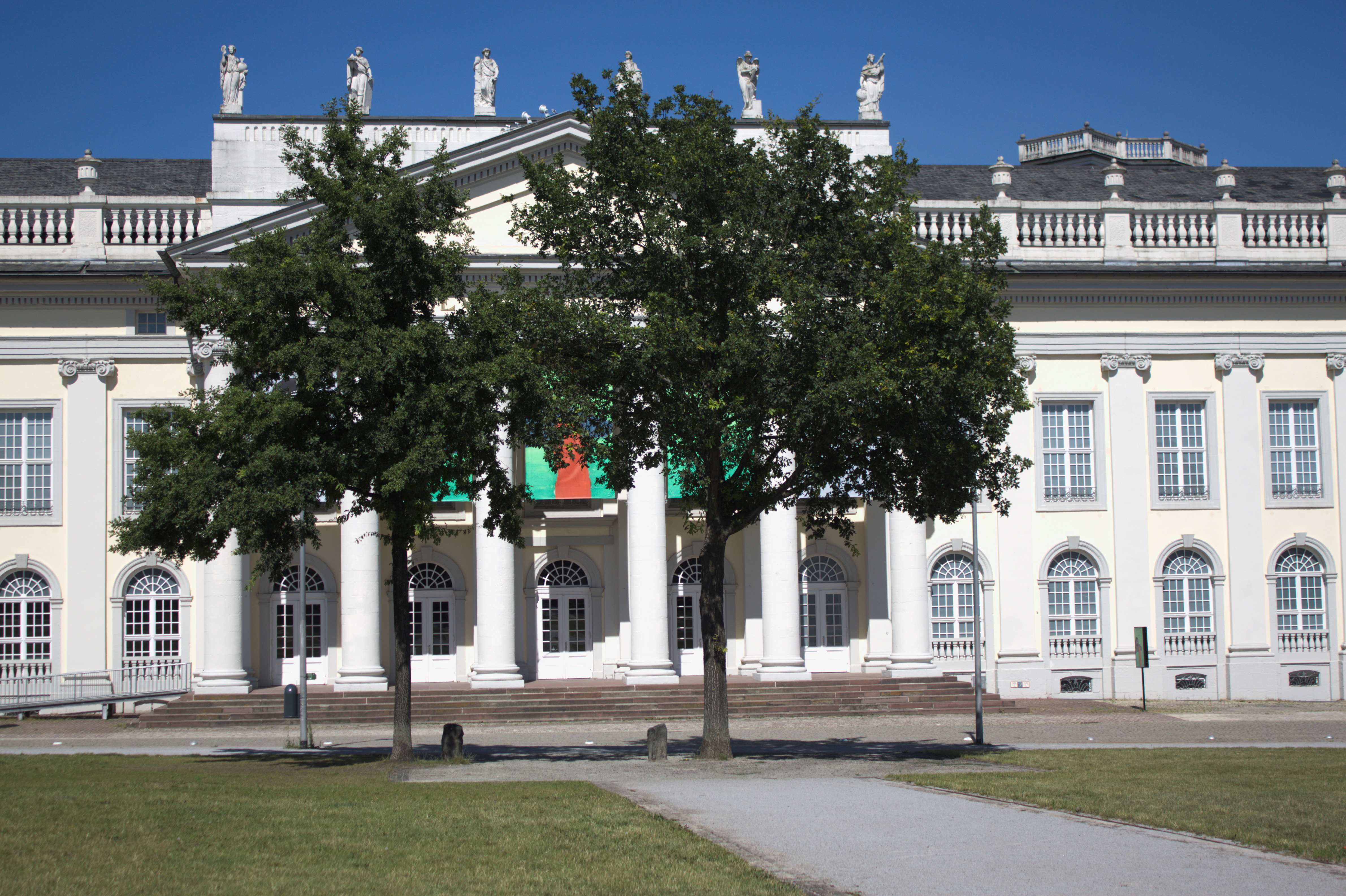
„Stadtverwaldung“, Kassel, Zwei Eichen vor dem Museum Fridericianum

7000 Eichen – Stadtverwaldung statt Stadtverwaltung ist ein Landschaftskunstwerk des Künstlers Joseph Beuys, das 1982 auf der documenta 7 der Öffentlichkeit vorgestellt wurde.
Beuys ließ im Verlauf mehrerer Jahre 7000 Bäume zusammen mit jeweils einem begleitenden Basaltstein an unterschiedlichen Standorten in Kassel pflanzen.
Das Projekt war im Hinblick auf die allgemeine Verstädterung eine umfangreiche künstlerische und ökologische Intervention mit dem Ziel, den urbanen Lebensraum nachhaltig zu verändern. Beuys selbst bezeichnete es als Soziale Plastik. Es war anfangs umstritten, hat sich aber zu einem stadtbildprägenden Bestandteil des öffentlichen Raums der Stadt Kassel entwickelt.
Im Jahr 1987 konnte das umfangreiche Projekt zur documenta 8 abgeschlossen werden.

## Entstehung

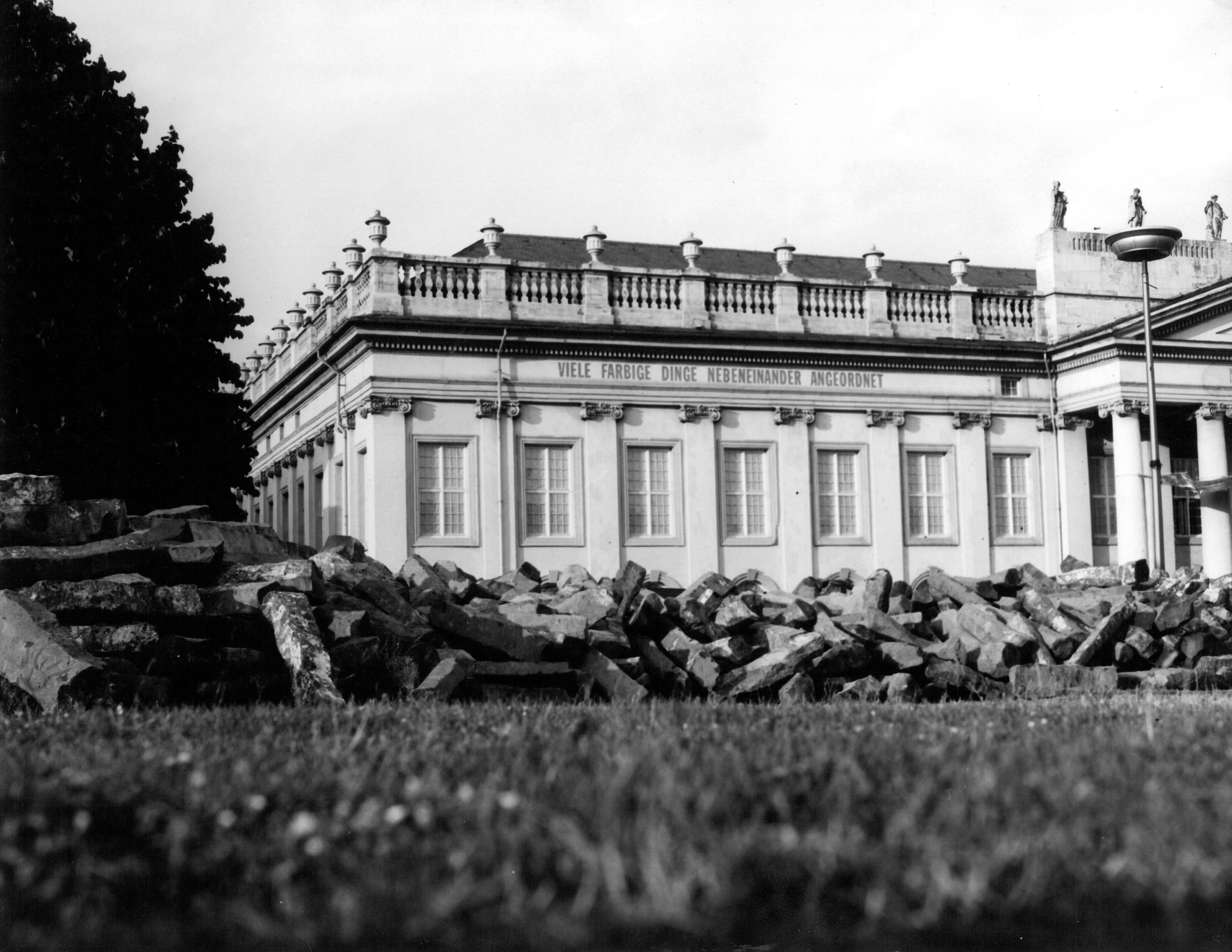
Zur documenta 7 lagen die Basaltstelen auf dem Friedrichsplatz

Im Rahmen der Free International University (FIU) richtete Beuys ein Koordinationsbüro in Kassel ein, dessen Hauptaufgabe in der Finanzierung (Ankäufe und Spenden), in der Zusammenarbeit mit der Stadt Kassel (Genehmigungsverfahren der Baumstandorte) und in der Planung und Durchführung der Pflanzungen bestand.

„Ich wollte ganz nach draußen gehen und einen symbolischen Beginn machen für ein Unternehmen, das Leben der Menschheit zu regenerieren innerhalb des Körpers der menschlichen Gesellschaft, und um eine positive Zukunft in diesem Zusammenhang vorzubereiten.“

Unter dem Titel „7000 Eichen – Stadtverwaldung statt Stadtverwaltung“ ließ Beuys 1982 zum Start der documenta 7 zuerst 7000 Basaltstelen als ein keilförmiges Dreieck auf dem Friedrichsplatz vor dem Fridericianum in Kassel aufhäufen. An dessen Spitze pflanzte er am 16. März 1982 die erste Eiche neben der ihr zugehörigen Basaltstele. Auf Beschimpfungen von Bürgern, die ihn als Scharlatan bezeichneten, antwortete Beuys:

„Das hat mich nicht verwundert, denn sogar so eine vernünftige Sache wie das Pflanzen von Bäumen hat ja Proteste ausgelöst hier in Kassel. Also, wenn die Kunst an die Menschen herankommt heutzutage, vor allen Dingen mit ihren erneuernden Vorstellungen, dann haben schon Menschen ihre Schwierigkeiten oftmals damit. Das war mir immer klar.“

Das Feld mit den Basaltstelen sollte laut Beuys als ein Indikator des Fortschritts fungieren. Je mehr Bäume in Kassel gepflanzt würden, desto kleiner würde die Plastik. „Nicht Aufbau, nicht Abbau, sondern beides gleichzeitig in Abhängigkeit“.
Jeder, der 500 DM spendete, durfte einen Basaltblock entfernen und dafür an anderer Stelle ein Eichenbäumchen einpflanzen, dem daraufhin der jeweilige Steinblock zugesellt wurde. Beuys kam es bei dieser Aktion darauf an,

„… dass jedes einzelne Monument aus einem lebenden Teil besteht, eben dem sich ständig in der Zeit verändernden Wesen Baum, und einem Teil, der kristallin ist und also eine Form, Masse, Größe, Gewicht beibehält“

Beuys sah 7000 Eichen als „Rückbesinnung zur alten Organisationsstruktur.“ Durchgehende Baumstreifen wurden in dieser Zeit in vielen Städten abgeholzt, um Straßen- und Gehwegverbreiterungen zu ermöglichen. Nun sollen die Bäume diesen Platz wieder einnehmen.
Beuys betrachtete Bäume als wesenhafte Subjekte, denen die Rechte fehlen: „Sie sind entrechtet. Sie wissen das ganz genau, dass sie entrechtet sind. Tiere, Bäume, alles ist entrechtet. Ich möchte diese Bäume und diese Tiere rechtsfähig machen.“

### Finanzierung
Die New Yorker Dia Art Foundation, heute Dia Center for the Arts, hatte einen Beitrag zum Anlauf des Projekts geleistet. Der Restbetrag sollte durch Spenden von Privatleuten, Firmen und Institutionen finanziert werden. Ein Baum kostete 500 Mark (255 Euro). Der Aufruf zur Spende geschah vorwiegend durch Plakate, die zur Beteiligung an Beuys’ Projekt aufriefen.
Trotz der internationalen Popularität des Künstlers reichte das Spendenaufkommen nicht für die Finanzierung des Vorhabens aus, so dass Beuys gezwungen war, einen großen Teil der Gelder selbst aufzubringen. 1982 zerlegte Beuys vor Publikum eine Kopie der Krone des Zaren Iwan und schmolz sie ein. Daraus goss er Der Friedenshase und Zubehör (bestehend aus einer etwa 30 Zentimeter großen Hasenfigur und einer Sonne), der für 777.000 DM (397.000 Euro) an den Stuttgarter Sammler Joseph W. Fröhlich verkauft wurde.

„Der Hase ist das Zeichen der Bewegung, ganz besonders in der eurasischen Steppe zwischen Ost und West und West und Ost. Wir werden also dieses friedliche Tierchen, was ja auch jedes Kind kennt, zum Friedenssymbol machen. Da sind wir allerdings verpflichtet das Problem von Ost und West und West und Ost auch zu lösen. Und das haben wir uns vorgenommen.“

Zudem machte Beuys 1984 eine Whisky-Reklame für die Marke Nikka im japanischen Fernsehen zu Gunsten der Aktion, samt eingeblendetem Hinweis: „Joseph Beuys ist hier aufgetreten, seine ökologischen Unternehmen zu fördern.“ Der Satz: „Ich habe mich vergewissert, der Whisky war wirklich gut.“ brachte ihm 400.000 DM ein. Beuys kommentierte diesen Einsatz mit der Bemerkung: „Ich habe mein ganzes Leben lang geworben, aber man sollte sich mal dafür interessieren, wofür ich geworben habe.“ Des Weiteren vermarktete Beuys Eichen-Poster.
Weitere Unterstützung in Höhe von rund einer Million Mark erhielt Beuys durch den Verkauf von Kunstwerken im April 1985 in Tübingen und Bielefeld, die 34 Künstler, darunter Sandro Chia, Walter Dahn, Jannis Kounellis und Andy Warhol gestiftet hatten.
Das Werk 7000 Eichen ist die größte und folgenreichste Aktion seiner Karriere und gilt insgesamt mit rund 4,3 Millionen Mark (2,2 Millionen Euro) als eine der teuersten Kunst-Aktionen seiner Zeit.

## Umsetzung

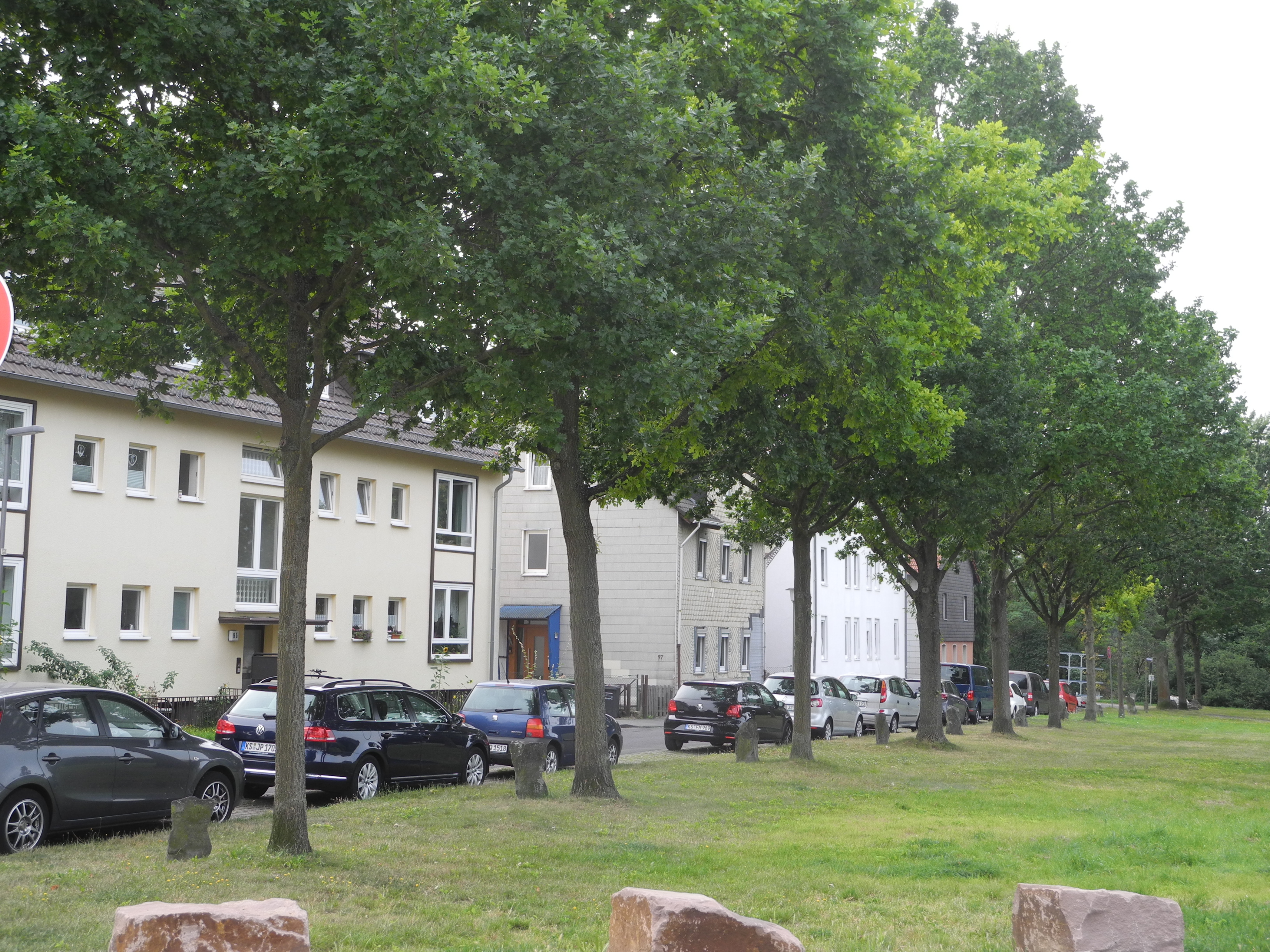
7000 Eichen – als Eichen in der Wahlerhäuser Straße, Pflanzjahr: ab 1982 (2019)

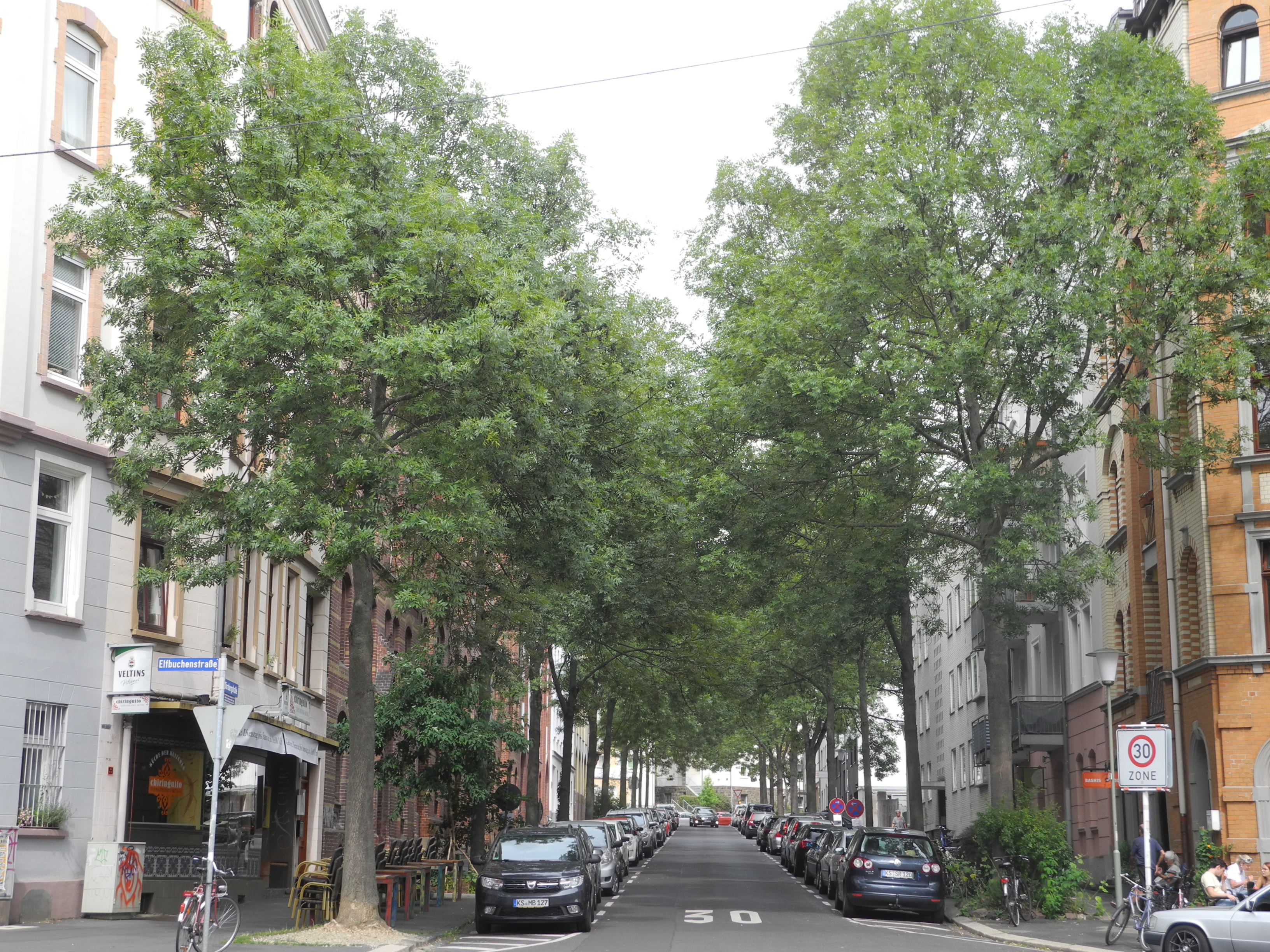
7000 Eichen – als Eschen in der Dörnbergstraße, Pflanzjahr: 1987 (2019)

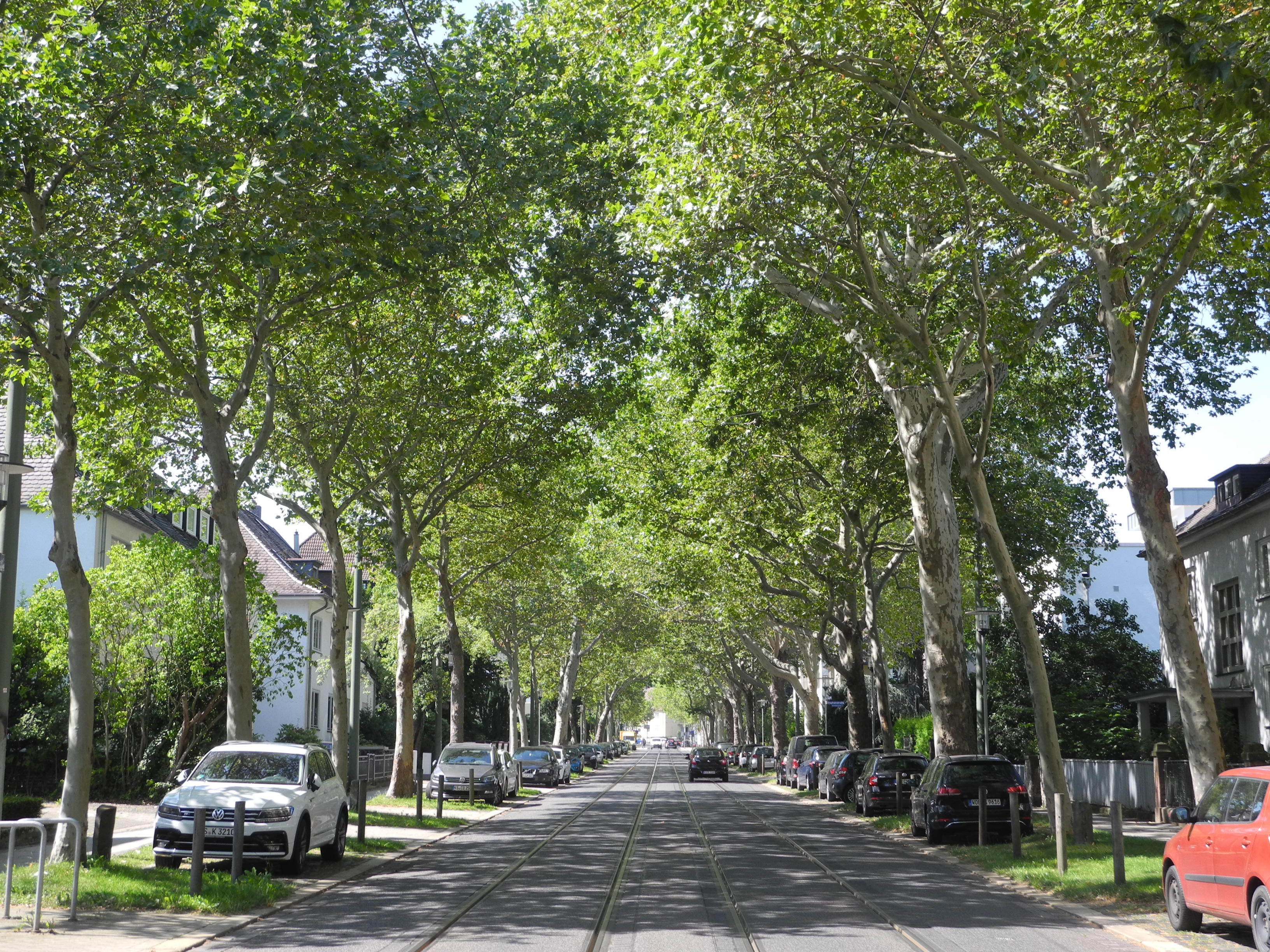
7000 Eichen – als Platanen in der Landgraf-Karl-Straße (2019)

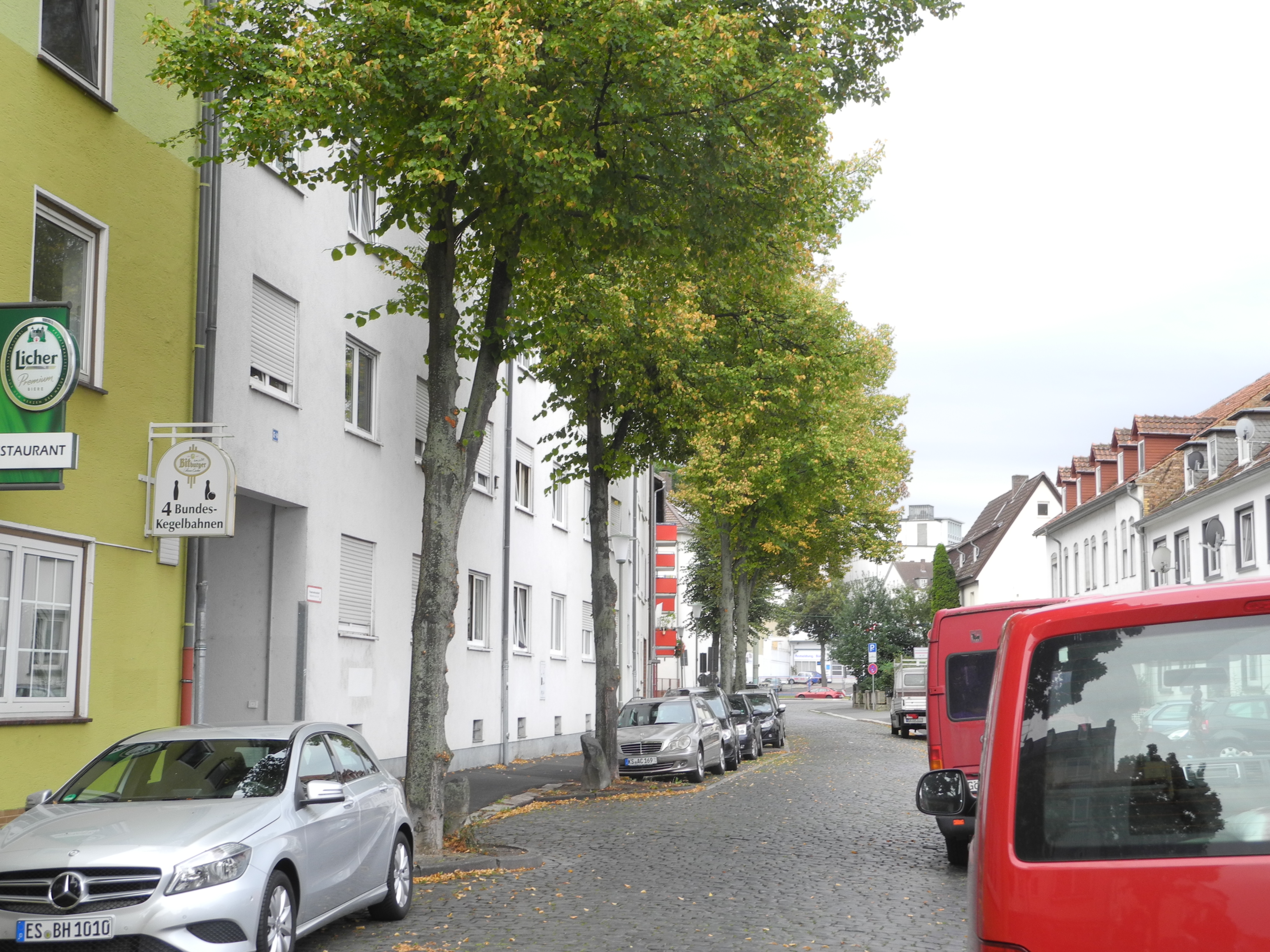
7000 Eichen – als Linden in der Rothenditmolder Straße, Pflanzjahr: 1987 (2019)

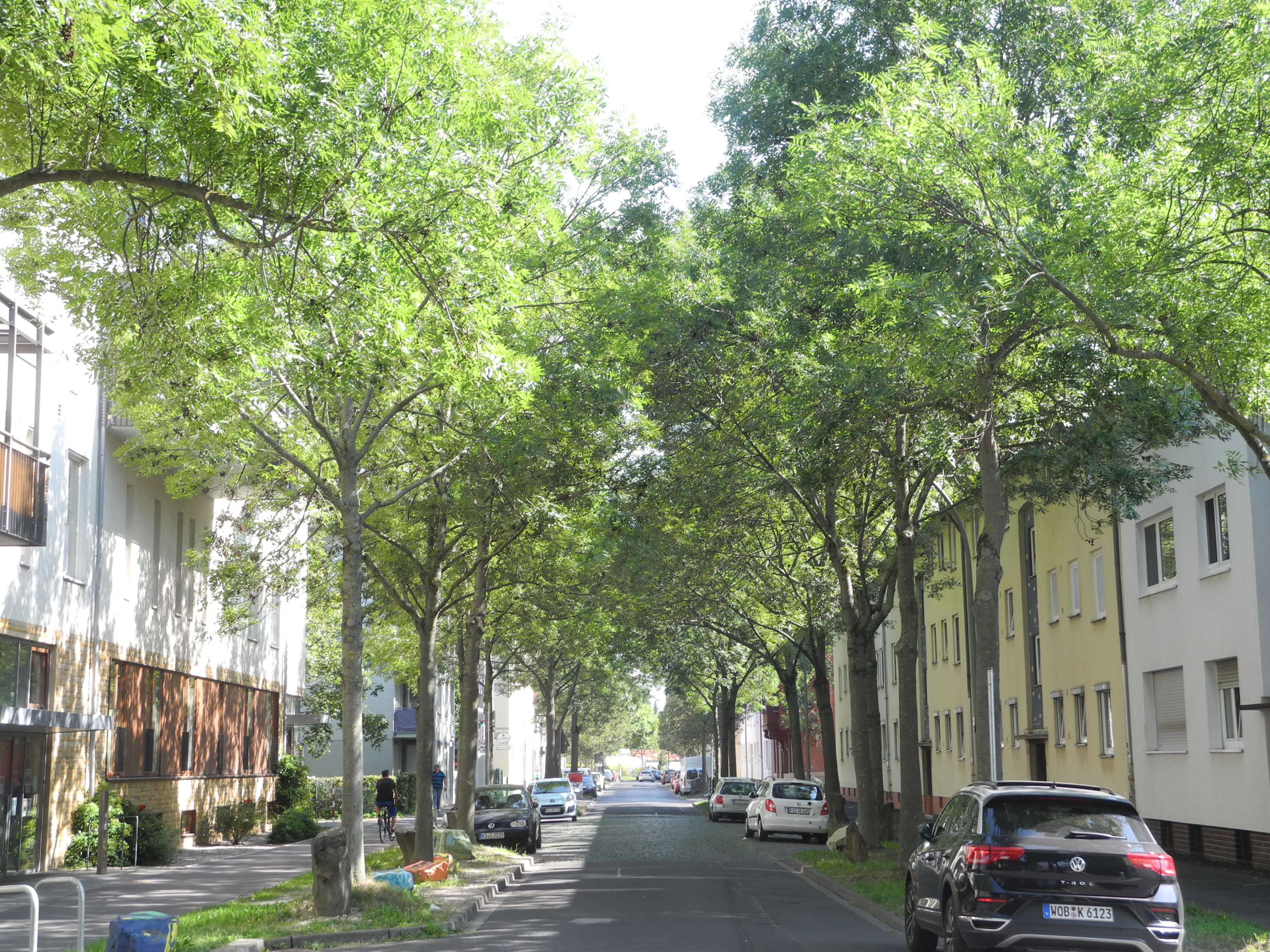
7000 Eichen – als Eschen in der Hafenstraße, Pflanzjahr: ab 1986 (2019)

Es dauerte fünf Jahre, bis 1987 die letzte Basaltstele, die mit jedem gepflanzten Baum gesetzt wurde, vom Haufen auf dem Friedrichsplatz an ihren Bestimmungsort transportiert wurde. Beuys erlebte das Ende seiner Pflanzaktion nicht mehr, er starb am 23. Januar 1986. 1987, während der documenta 8, waren neben anderen seine Witwe Eva Beuys und der gemeinsame Sohn Wenzel Beuys anwesend, um das Werk zu vollenden. Wenzel Beuys pflanzte am 12. Juni 1987 den letzten Baum neben die 1982 zuerst gepflanzte Eiche vor dem Fridericianum.

### Die Bäume
Nur etwa die Hälfte der Bäume des Kunstwerkes sind Eichen, vorwiegend Stieleichen (Quercus robur), zahlreiche andere Laubbaumarten sind vertreten. Häufig sind insbesondere Eschen (Fraxinus excelsior), Linden (Tilia), Rosskastanien (Aesculus), Ahorn und Ahornblättrige Platane (Platanus × acerifolia).
Die meisten Bäume wurden als Straßenbegleitgrün auf städtischen Flächen gepflanzt. Viele finden sich auf den Grundstücken von Schulen und Kindergärten. Eine größere Anzahl von Beuys-Bäumen steht auf den Grundstücken von Wohnungsbaugesellschaften, nur eine sehr geringe Anzahl in den Gärten von Privatpersonen.

### Die Stelen
Ursprünglich hatte Beuys für die 7000 Eichen schlanke und geometrische Basaltstelen vorgesehen, wie er sie von Wanderungen aus der Eifel kannte. Wegen der Kosten und langen Transportwege wurden jedoch – bis auf wenige Ausnahmen – Steine aus Nordhessen verwendet. Diese stammten aus dem Steinbruch Landsburg, südlich von Kassel, nördlich von Schwalmstadt. Beuys soll zunächst wenig begeistert von diesen weniger geometrisch exakten, ja unförmigen Stelen gewesen sein, sich jedoch letztendlich mit dieser Wahl versöhnt haben. So verwendete er die Stelen aus diesem Steinbruch auch ab 1982 für seine Skulptur DasEndedes20. Jahrhunderts, ein Werk, das parallel und zugleich komplementär zu den 7000 Eichen gesehen werden kann.

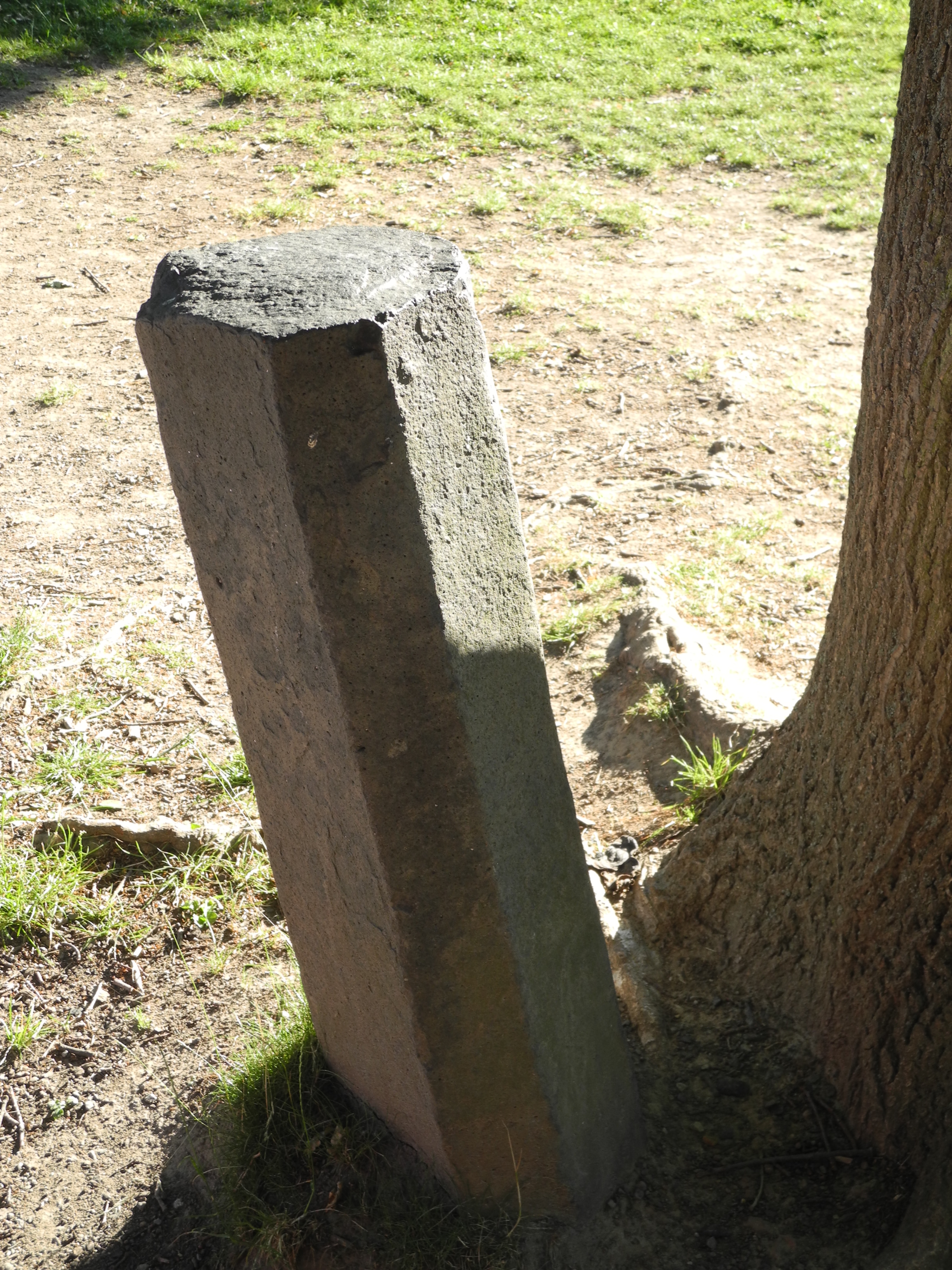
Geometrische Stele (2015)
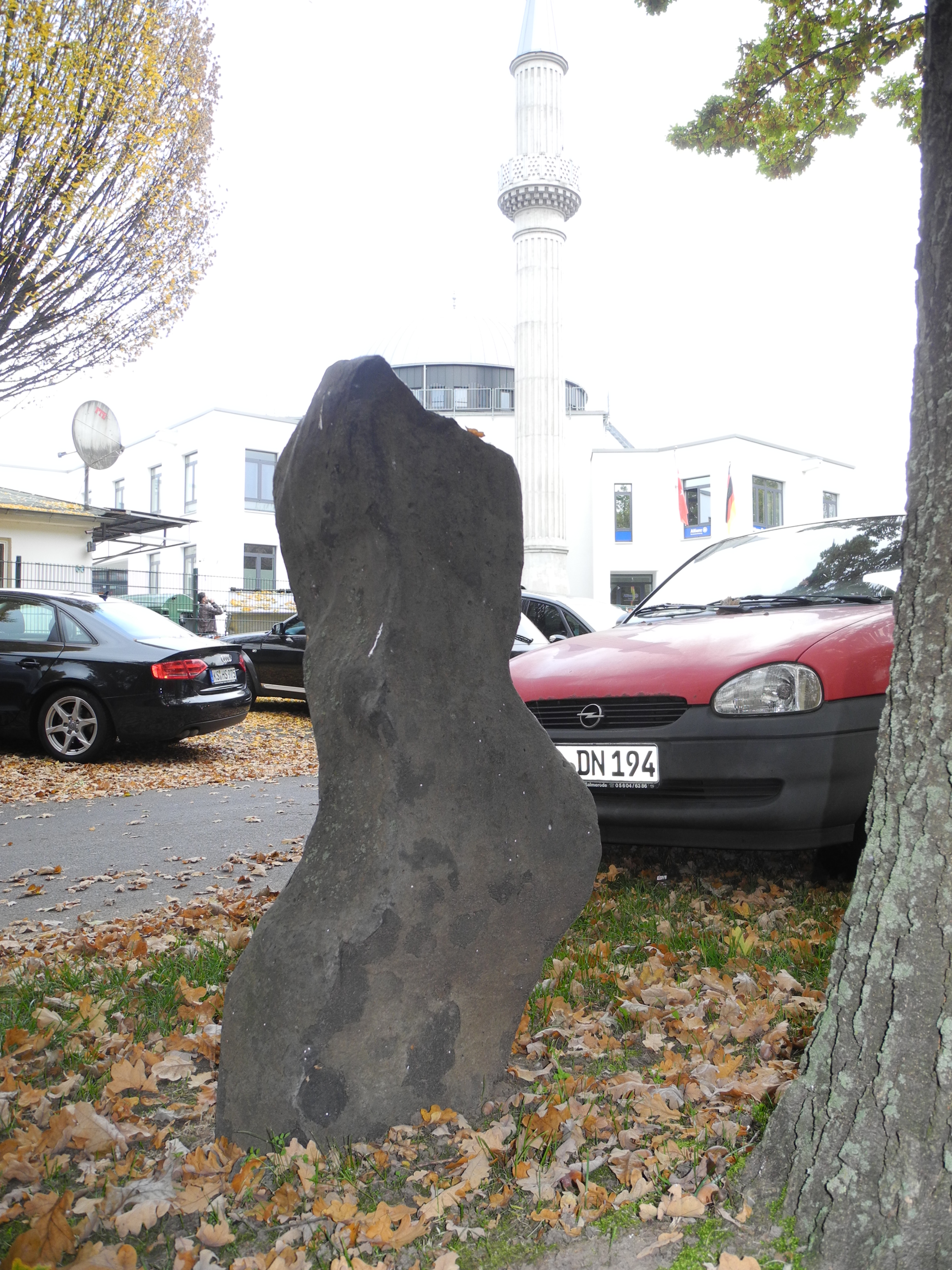
Wenig geometrische Stele (2015)
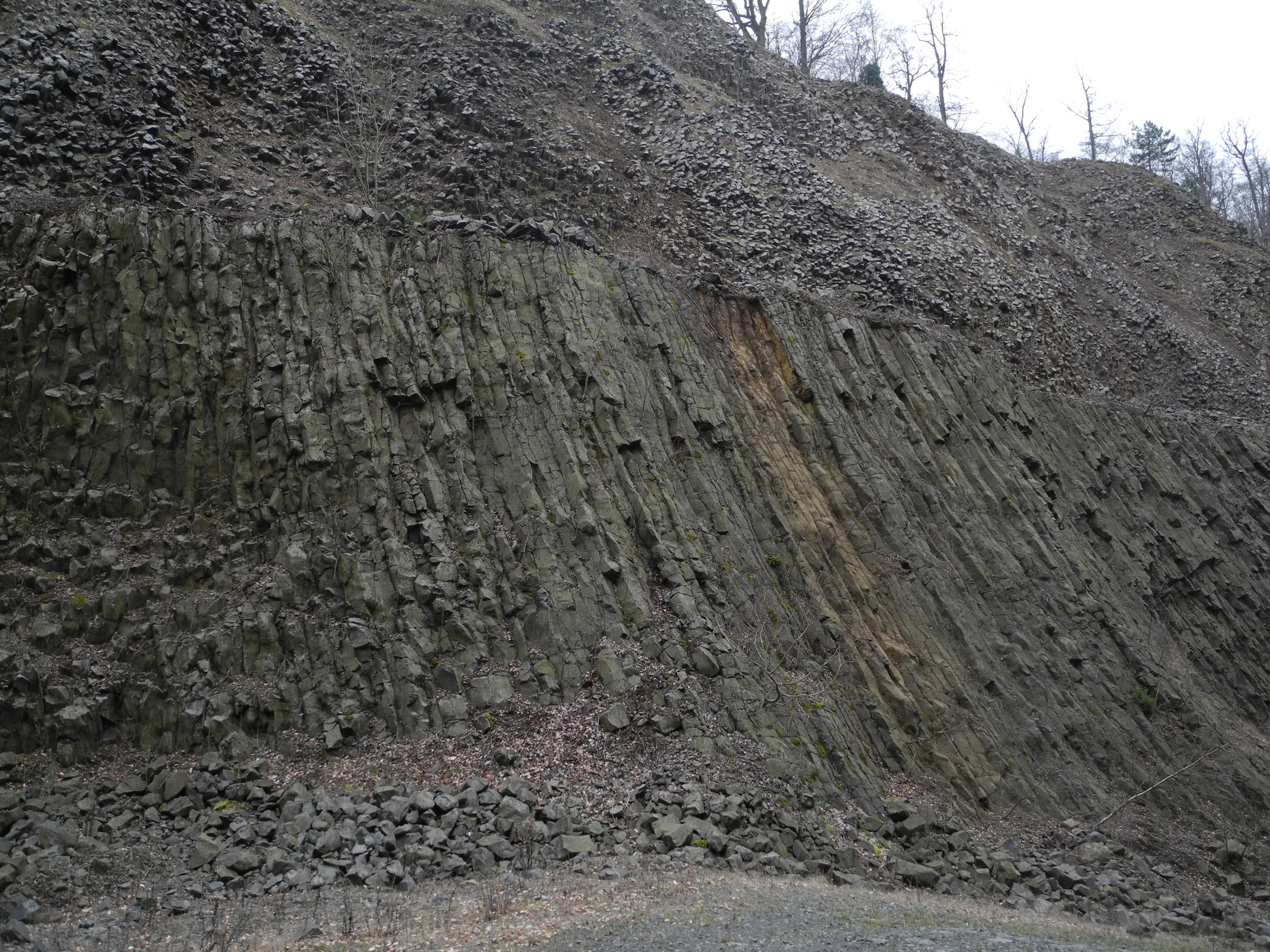
Abbauwand im Steinbruch Landsburg (2016)
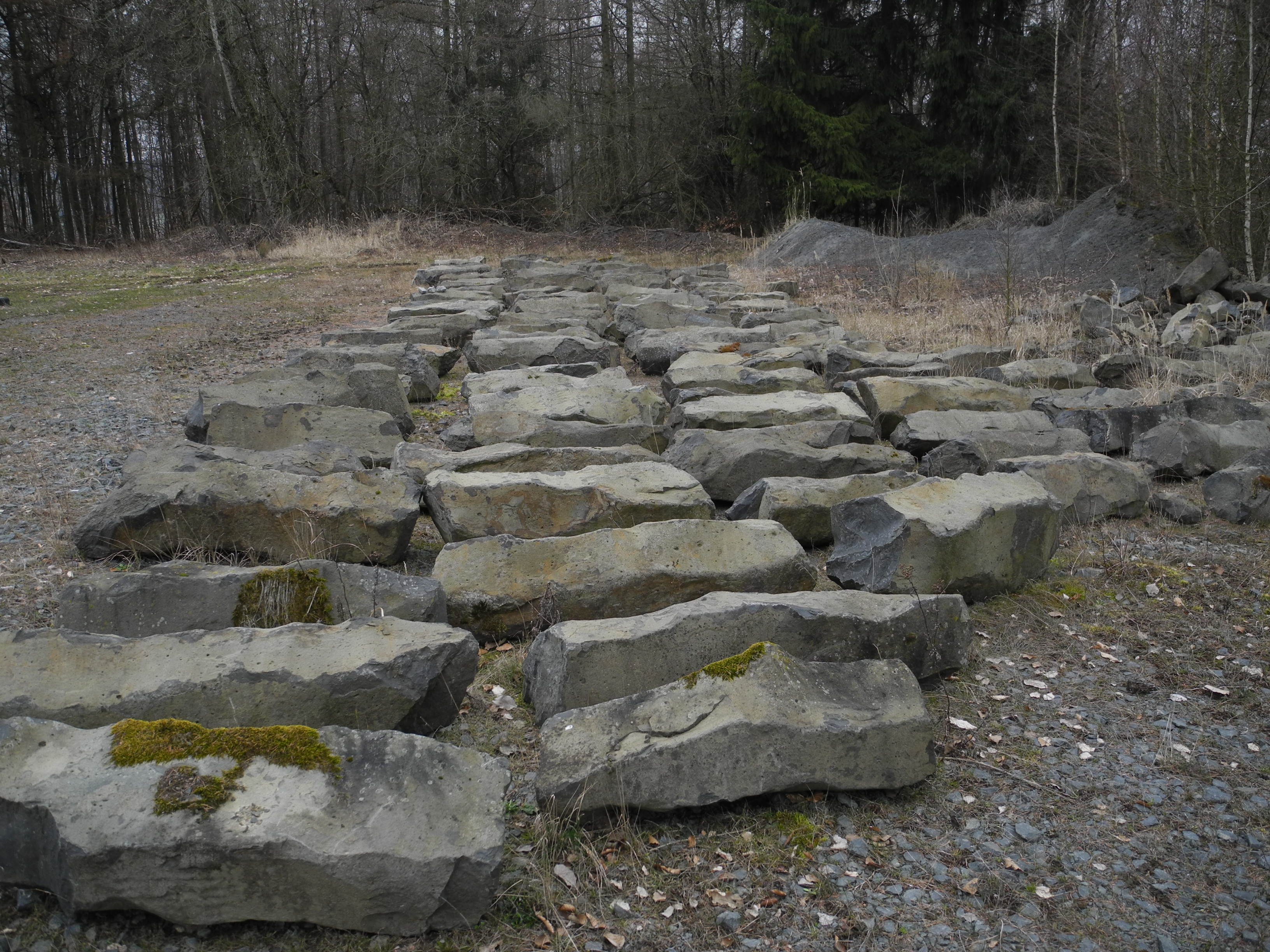
Basaltstelen im Steinbruch Landsburg (2016)

## Erweiterungen des Werks
Das Dia Center for the Arts, das Beuys 1986 bei seinem Projekt finanziell unterstützt hatte, pflanzte 1988 fünf Bäume, jeweils mit einem Basaltstein, in der 548 West 22nd Straße in New York. Im Mai 1996 wurde das Werk in Zusammenarbeit mit der Parkverwaltung der Stadt New York, der New York Tree Trust, der Arthur Ross Foundation sowie lokalen Galerien und privaten Teilnehmern um 18 neue Bäume erweitert. Neben Sumpf- und Roteichen wurden u. a. auch Linden und Ginkgos gepflanzt.
Im Beisein von Joseph Beuys wurde am 23. November 1983 eine Eiche mit Basaltsäule in der Grünanlage vor dem Ministerium für Wirtschaft, Mittelstand und Verkehr des Landes Nordrhein-Westfalen an der Haroldstraße 4 im Regierungsviertel Düsseldorf gepflanzt. Der Vorsitzende der Westdeutschen Landesbank, Friedel Neuber, hatte sie dem nordrhein-westfälischen Wirtschaftsminister Reimut Jochimsen zu dessen 50. Geburtstag am 8. Juni 1983 geschenkt.

## Wahrnehmung in der Öffentlichkeit
Besonders zu Anfang stieß Beuys’ Vorhaben vielfach auf Unverständnis, Unmut und auch Widerstand. So wurde der Steinhaufen noch 1982 mit rosa Farbe übergossen. Anstelle einer Stadtverschönerung erwarteten viele Bürger mehr „Laub und Vogelscheiße.“ Als sich ein Motorradfahrer an einem Basaltstein zu Tode fuhr, wurde der Protest noch größer. Mit zunehmend im Stadtbild gepflanzten Bäumen nahm jedoch die Akzeptanz zu.
Die Wirkung des Werkes auf die Öffentlichkeit ist nach wie vor hoch. Rhea Thönges-Stringaris (Kassel) schreibt dazu:

„Es gibt wohl kaum jemanden in Kassel, der nicht fast täglich, ob in Alleen-Reihen oder auf Plätzen, Beuys-Bäumen begegnet: Ein Baum, ein Stein. Wir haben uns an sie gewöhnt. Sie sind Teil unseres Alltags und zugleich Bestandteile einer ungewöhnlichen, weil letztlich unsichtbaren Skulptur. Niemand kann sie je als Ganzes sehen. Bekanntlich ist ‚Skulptur‘ im herkömmlichen Sinne ohne ihre Umrisse nicht denkbar. Doch Umrisse werden bei 7000 Eichen nicht mal auf dem Papier, auf dem Stadtplan, greifbar.“

## Rezeption
Die Aktion 7000 Eichen – Stadtverwaldung statt Stadtverwaltung verband zwei documenta-Ausstellungen und ist damit einmalig in der Geschichte der documenta. Das Werk wurde 1987/1988 im Zuge des Landschaftswettbewerbs Ökologische Erneuerung unserer Städte und Gemeinden vom Hessischen Innenministerium ausgezeichnet und infolge auch von der Bevölkerung in Kassel akzeptiert. Unterdessen gehören die Bäume mit Basaltstele zum Kasseler Stadtbild und bezeugen den von Joseph Beuys entwickelten „erweiterten Kunstbegriff“. Das als „soziale Plastik“ bezeichnete Kunstwerk greift nachhaltig in das topographische und gesellschaftliche Gefüge der Stadt ein, es verpflichtet auch zu aktiver Pflege und bleibt auf diese Weise lebendig.
In Kassel gründete sich 1993 der Verein „7000 Eichen“, der sich den Schutz und die Pflege der Bäume zur Aufgabe gemacht hat.
Die Zahl der über die gesamte Fläche der Stadt verteilten Bäume ist nicht konstant. Abgestorbene Bäume werden nicht immer sofort nachgepflanzt, manche müssen Baumaßnahmen weichen, und nicht immer sind Ersatzstandorte unmittelbar verfügbar. Laut Kataster wurden im Herbst 2002 genau 6959 Bäume gezählt. Der Landschaftsarchitekt Johannes Steiner aus Stuttgart sammelte die Früchte der Eichen, steckte sie in Blumentöpfe und gibt die daraus wachsenden Pflanzen seitdem an Baumpaten weiter (Projekt Eichenfeld – Erste nachwachsende Generation).
Olaf-Axel Burow und die Projektgruppe Zukunftsmoderation der Universität Kassel initiierten 2002 im Rahmen der Kassler Bewerbung zur Kulturhauptstadt Europas ein Projekt unter dem Motto 7000 Zeichen, die in Bezug auf Beuys Soziale Plastik und der Aktion 7000 Eichen eine ästhetische Tiefenstruktur der Stadt Kassel und ihrer Bürger sichtbar machen sollte. Das kreative Potential der Bürger soll durch zeitgleich stattfindende Zukunftswerkstätten verdeutlicht werden.
In Anlehnung an das Projekt 7000 Eichen wurde im Jahr 2007 in Nürnberg das Projekt Bäume für die Menschenrechte gestartet. Bei diesem werden Ginkgobäume über das gesamte Stadtgebiet verteilt gepflanzt und jedem einer der 30 Artikel der Allgemeinen Erklärung der Menschenrechte zugeordnet.
Am 16. März 2012 wurde das 30-jährige Bestehen der 7000 Eichen gefeiert und zu Ehren des Künstlers eine Joseph-Beuys-Straße in Kassel eingeweiht. Dies war der Anlass, dort eine weitere Einheit von Baum und Stein zu setzen.